# Geschichte der Luftfahrt in Australien

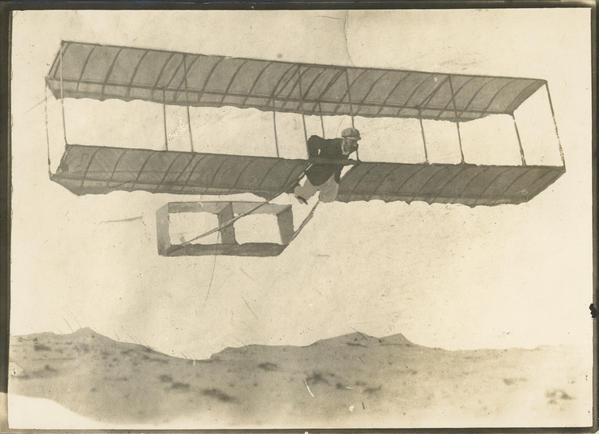
George Augustine Taylor, der als erster Australier einen Fluggleiter steuerte, im Jahr 1909

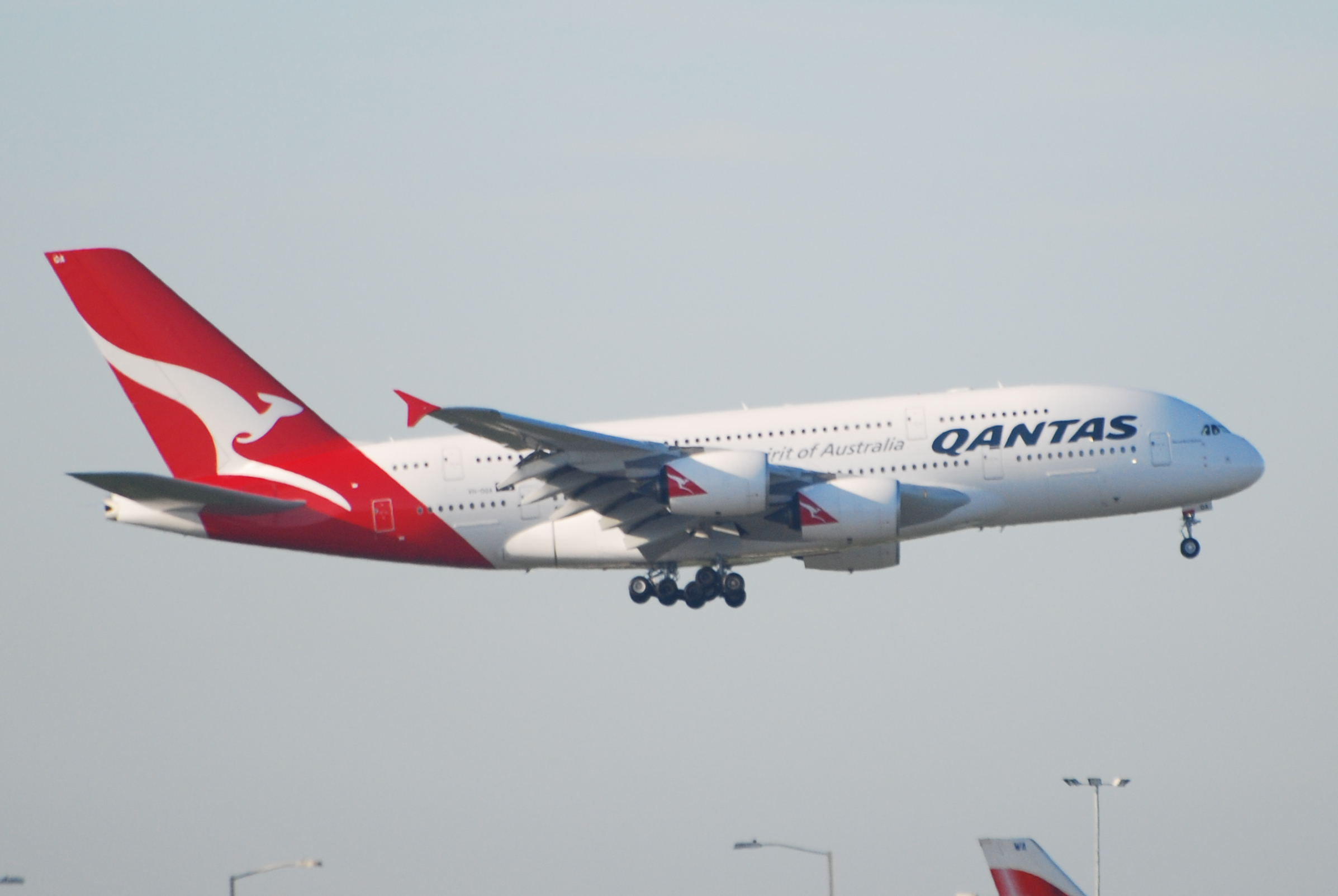
Maschine von Qantas, dem größten Flugunternehmen Australiens, 2009

Die Geschichte der Luftfahrt in Australien ist eng mit der australischen Geschichte verknüpft. Wie überall in der Welt gab es zu Beginn des 20. Jahrhunderts eine Bewegung von technikbegeisterten Pionieren. Im Ersten Weltkrieg kämpften australische Piloten auf der Seite des Britischen Empires und wechselten in den 1920er Jahren oft in die zivile Luftfahrt. Da Australien von großen Distanzen zwischen Siedlungen und Städten geprägt ist, spielte der Ausbau eines dichten Flugnetzes eine wichtige Rolle bei der Erschließung des Kontinents im Verlauf des 20. Jahrhunderts. Die Flying Doctors sind ein typisches Beispiel dafür.

## Pionierzeit

### Ballons
Ballonfahrten gab es in Europa bereits ab 1783. Ballons wurden aber lange nicht nach Australien verschifft und blieben dort bis Mitte des 19. Jahrhunderts nur theoretisch bekannt. 1851 erdachte der nach Australien deportierte englische Arzt und Politiker William Bland eine luftschiffsartige Vorrichtung. Das Atmotic ship sollte ähnlich einem Zeppelin gesteuert fliegen können. Entwürfe schickte er zu den Weltausstellungen 1852 und 1855 nach London und Paris. In die Praxis umgesetzt wurden die ungenau ausgearbeiteten Pläne des vielseitig beschäftigten Erfinders nicht.
Nachdem im Dezember 1856 die Vorstellung eines französischen Ballons durch Pierre Maigre gescheitert war, hob am 1. Februar 1858 der Engländer William Dean nahe Richmond mit dem Gasballon Australasia ab und fuhr mehrere Kilometer weit, was den ersten bemannten Flug in der Geschichte Australiens darstellt. Sein Partner C. H. Brown musste abspringen, damit der Ballon abheben konnte. Zwei Wochen später fuhr auch Brown mit dem Ballon, es folgten Nachtfahrten, und Ballonfahrten bei Sydney. Weitere Ballonfahrer tourten in den Folgejahren durch Süd- und Ostaustralien. Am 14. April 1879 stürzte der Ballon des Artisten Henri L’Estrange bei Melbourne ab, woraufhin dieser den ersten dokumentierten erfolgreichen Fallschirmsprung Australiens überlebte. 1901 demonstrierte die Britische Armee einen Militärballon in Australien.

### Segelflug
Der reiche Entdecker, Astronom und Erfinder Lawrence Hargrave experimentierte auf seinem Gelände nahe Sydney um 1890 mit verschiedenen Flugmodellen, darunter unbemannte Ornithopter und Flugdrachen, wobei sich der von ihm erfundene Kastendrachen als stabile Plattform erwies, und ihn im November 1894 etwa 5 Meter über den Boden hob. Hargrave erfand ferner einen primitiven Umlaufmotor. Er führte Versuche mit geschwungenen Tragflächenprofilen durch und publizierte seine Forschungen, jegliche Form von Patenten lehnte er aber ab. Das Prinzip des Kastendrachens wurde bald darauf für (unbemannte) meteorologische Messungen verwendet, und lässt sich auch in späteren frühen Flugzeugen erkennen, auch in denen der Brüder Wright, die 1903 in den USA den ersten Motorflug durchführten. Auf Hargraves Erkenntnissen aufbauend, konstruierte der australische Journalist und Hobbytechniker George Augustine Taylor ein Segelflugzeug, das er am 5. Dezember 1909 vorstellte. Unter den zahlreichen Personen, die den Einsitzer testeten, war auch seine Frau Florence Mary Taylor, die damit die erste Fliegerin Australiens wurde. Seine Pläne, auch ein Motorflugzeug zu bauen, gab er allerdings auf.

### Motorflug

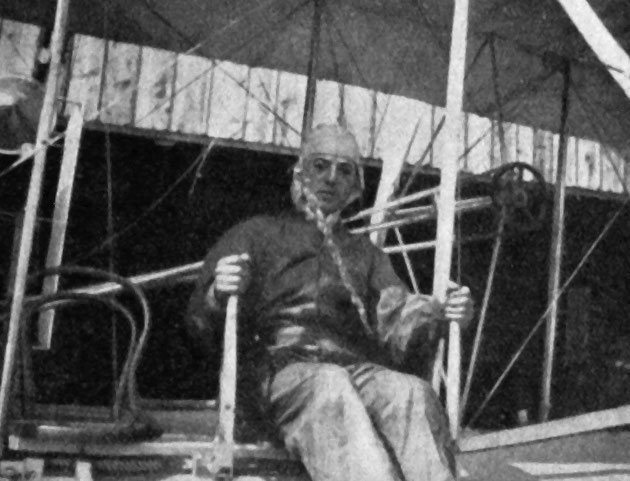
Colin Defries bei seinem Flug am 9. Dezember 1909. Teilweise sind die Beschädigungen am Flugzeug nach der Landung erkennbar.

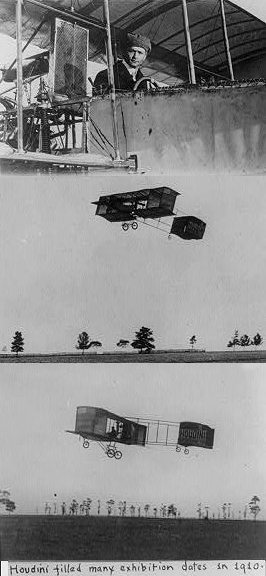
Harry Houdini in seiner Voisin Standard (1910)

Nach den ersten Flugerfolgen in Europa setzte die australische Regierung 1909 einen Preis von 5000 Dollar für die Erfindung eines Flugzeugs, welches militärischen Zwecken genügte, aus. Die Bedingungen waren hoch: Es sollte in Australien gebaut werden, zwei Personen tragen, mindestens 20 Meilen pro Stunde zurücklegen, mindestens 5 Stunden in der Luft bleiben, und zumindest in einem weiten Bogen wenden können. Zahlreiche Erfinder, sowohl aus Australien wie auch aus anderen Ländern, scheiterten an diesen Aufgaben oder ihre Ergebnisse wurden für ungültig erklärt.
Das erste flugfähige australische Motorflugzeug wurde schließlich von dem Ingenieur John Robertson Duigan erbaut, der es aber nicht für die Ausschreibung anmeldete, somit wurde das Preisgeld nie eingefordert. Sein erster Flug fand am 16. Juli 1910 statt; er hatte den Zweisitzer selbst gebaut, nur die Antriebsmaschine stammte von einem anderen Melbourner Ingenieur. Duigan, der nach England zurückkehrte, um dort seinen Pilotenschein zu machen, wurde später Kampfflieger im Ersten Weltkrieg.
Schon vor Duigans Flug fanden die ersten Flüge und Flugversuche auf dem australischen Kontinent mit getesteten Importmaschinen von weit besserer Qualität als Duigans Amateurarbeit statt: Der flugerfahrene Brite Colin Defries war im Dezember 1909 in Sydney mehrmals abgehoben und war damit der erste Mensch in Australien, der sich am 9. Dezember 1909 mit einem motorgetriebenen Fluggerät, einer Wright Model A, erfolgreich in die Luft erhob. Da es mehrere vergebliche Starts und Bruchlandungen gab, wurde ihm die entsprechende Anerkennung nicht zuteil. Der Australier Ralph Banks erwarb die Wright-Maschine von Defries, am 1. März 1910 überlebte er jedoch seinen ersten Start nur knapp. Der südaustralische Geschäftsmann Frederick H. Jones hatte eine Blériot XI importiert und die Techniker Bill Wittber und Frederic C. Custance mit dem Zusammenbau bei Bolivar in der Nähe von Adelaide beauftragt. In seiner Mannschaft hatte aber niemand Flugerfahrung, und Wittber hob am 13. März wegen einer Störung nicht ab. Sein Assistent Custance absolvierte angeblich einen unbeobachteten Nachtflug, eine Wiederholung am 17. März unter Zeugen gelang, endete jedoch mit einer Bruchlandung. Später beanspruchten auch Wittber sowie Jones selbst den Flug für sich.
Unstrittig ist jedoch, dass der Zauberkünstler Harry Houdini am 18. März 1910 eine Voisin Standard vor großem Publikum in Victoria flog und dies mehrfach wiederholte. Dies ging als erster kontrollierter australischer Motorflug in die Geschichte ein.
In den Folgejahren produzierten zahlreiche australische Tüftler ihre eigenen, in der Mehrzahl jedoch fluguntüchtigen Flugzeuge, außerdem kamen weitere Importeure ins Land (darunter Blériot oder die British and Colonial Aeroplane Co.), die mit der Regierung oder anderen Geschäftspartnern lukrative Geschäfte abzuschließen hofften. Neben den Technikbegeisterten waren Kunstflieger und Flugartisten ein wesentlicher Bestandteil der Szene, die auch als Barnstormers (etwa: Scheunenstürmer) bezeichnet wurden. Bei solchen artistischen Flugshows und Wettrennen kam es immer wieder zu Unfällen, was die Presse nach früheren Jubelartikeln eher kritisch kommentierte.
1911 versuchte der Australier Douglas Mawson, mit einem einmotorigen Fluggerät in der Antarktis zu fliegen, einer Vickers REP Monoplane. Das Flugzeug wurde allerdings bereits in Australien zerstört und in der Commonwealth Bay in der Antarktis lediglich als Transportschlitten eingesetzt.

### Erste Flugschulen und Pilotenlizenzen
Ab 1911 setzte sich die Erkenntnis durch, dass für die Steuerung und Wartung der störungsanfälligen Maschinen formelle Ausbildungen nötig waren, und viele Flugbegeisterte besuchten englische Flug- und Ingenieurschulen. Der erste Australier mit offiziellem Pilotenschein war Arthur Longmore, der seine Prüfung am 25. April 1911 in England ablegte. In Australien selbst wurde unterdessen eine Flieger-Liga gegründet, die den Zahnarzt und Privatpiloten William E. Hart im November 1911 prüfte und ihm ein Pilotenzertifikat verlieh. Dieses wurde im März 1912 in England anerkannt, womit Hart als erster Pilot eine Ausbildung in Australien genossen hatte, und der insgesamt vierte Australier mit einem Pilotenschein war. Hart hatte da bereits eine eigene Flugschule gegründet und einen Wettflug gewonnen, zu dem er herausgefordert worden war. Im September 1912 wurde er allerdings bei einem Absturz schwer verletzt, gab die Fliegerei auf und setzte seine Tätigkeit als Zahnarzt wieder fort. Seine Flugschule wurde später von dem französischen Piloten Maurice Guilleaux genutzt. Guilleaux stellte im Juli 1914 einen Rekord auf, als er den bis dato längsten Postflug von Flemington (Melbourne) nach Sydney durchführte.
Ebenfalls 1914 kehrten Harry Hawker und Harry Kauper nach Australien zurück, nachdem sie drei Jahre in England Piloten- und Mechanikerausbildungen genossen hatten. Sie boten im Februar 1914 gegen Bezahlung Passagierflüge mit ihren zwei Sopwith Tabloids in Melbourne an. Zu diesen gehörte auch Senator und Verteidigungsminister Edward Millen, der damit der erste Politiker Australiens in der Luft war.
Es folgten die Gründung weiterer Flugschulen, etwa in Brisbane im November 1914 die Queensland Volunteer Flying Civilians und in New South Wales die NSW School of Aviation 1916. Im November 1917 führte William Stutt einen Flug von Sydney nach Melbourne und zurück durch, um die Sicherheit des Flugzeugs unter Beweis zu stellen.

## Erster Weltkrieg

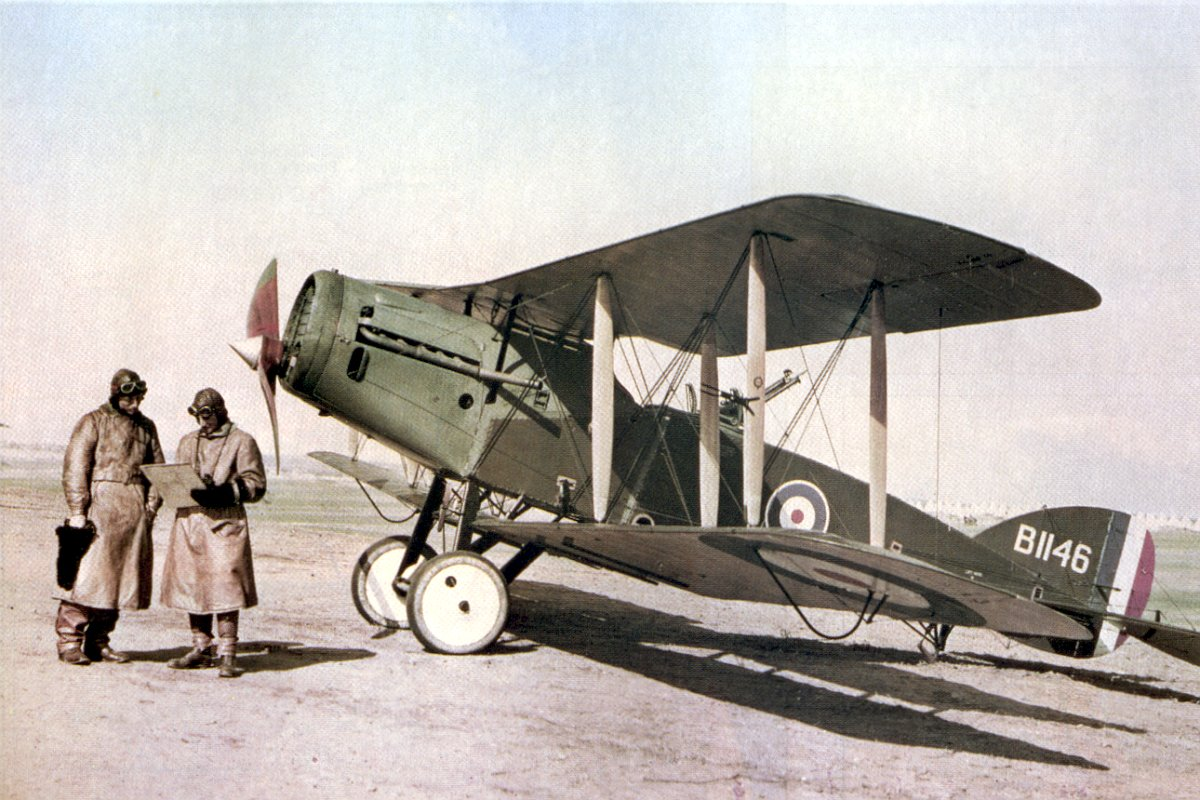
Ross Smith (links) mit einer Bristol F. 2B Fighter in Palästina im Februar 1918

Das Rüsten in Vorbereitung auf den Ersten Weltkrieg forcierte in Europa die Luftfahrtindustrie, und auch in Australien wurden Piloten rekrutiert. Bereits 1911 hatte der Segelflugpionier Taylor für Militärflugzeuge geworben. Am 22. Oktober 1912 wurde das Australian Flying Corps mit fünf Maschinen gegründet. Die erste und bis 1925 einzige Militärflugschule Australiens nahm im August 1914 in Point Cook nahe Melbourne ihren Betrieb mit vier Flugschülern auf. Die Fluglehrer waren die Piloten Henry Petre und Eric Harrison, die von vier Mechanikern unterstützt wurden. Die Flugschüler waren Richard Williams, der später als Luftmarschall auch als „Vater der RAAF“ genannt wurde, sowie T. White, D. Manwell und G. Merz. Damit war Australien nach Großbritannien das zweite Land des britischen Commonwealth mit einer Flieger-Truppe, dem Australischen Flug-Korps (AFC).
Nach Ausbruch des Weltkriegs forderte die britische Regierung in Indien im Februar 1915 erstmals das AFC an. Vier Piloten unter dem Kommando von Petre brachen nach Basra auf trafen dort Ende Mai ein. Mit dort gestellten Farman-Flugzeugen sollte die Truppe die türkischen Linien durchbrechen und Erkundungs- sowie Sabotagemission durchführen. Das australisch-indische Kommando wurde als Mesopotamia Half Flight bekannt – Halb-Flug deshalb, weil die Flugzeuge nur mit günstigen Winden wieder auf ihre Ausgangsposition zurückkehren konnten. Die Flieger waren dem Wüstenklima des heutigen Iraks kaum angepasst, und vier der fünf Piloten wurden im Laufe eines Jahres von deutschen und türkischen Truppen gefangen genommen oder getötet und die Maschinen für das deutsche Militär requiriert. Der erste abgeschossene Pilot war Captain Merz.
Als einziger im Mesopotamien-Kommando verbleibender Pilot wurde Petre nach Ägypten beordert, wo er sich dem dort im März 1916 angekommenen No. 1 Squadron des AFC unter Kommando von Oberst Reynolds anschloss. Diese Staffel wurde im September 1916 dem Oberkommando des Royal Flying Corps unterstellt und erhielt die britische Bezeichnung No. 67 Squadron, um eine Verwechslung zu vermeiden. Major Richard Williams wurde 1917 Kommandeur der Einheit. Insgesamt vier Staffeln der AFC nahmen aktiv am Ersten Weltkrieg teil und wurden weiter in Ägypten und Palästina sowie an der Westfront eingesetzt. Zahlreiche australische und neuseeländische Piloten nahmen als Freiwillige im Ersten Weltkrieg teil. Nicht alle dienten in der AFC, sondern mehr als 200 wurden in das britische RFC integriert. Umgekehrt waren nicht alle Angehörigen des AFC Australier, sondern es gab auch Neuseeländer und Engländer.
Im Winter 1916–1917 entwickelte der australischstämmige Pilot Sidney Cotton den Sidcot Suit. Er führte im Ärmelkanal Patrouillenflüge durch und wurde später als Bomberpilot eingesetzt. Sein Flying suit schützte vor einer Unterkühlung und wurde in der zivilen und militärischen Fliegerei bis in die 1950er Jahre eingesetzt.
Je nach Zählmethode zwischen 61 und 79 australische Jagdflieger gingen aus dem Ersten Weltkrieg als „Fliegerasse“ hervor, das heißt mit mindestens fünf Abschüssen. Eine Auswahl wird in der Liste australischer Jagdflieger im Ersten Weltkrieg aufgelistet. Zahlreiche weitere Piloten, darunter etwa auch Flugpionier John Robertson Duigan, nahmen erfolgreich am Ersten Weltkrieg teil, ohne dabei Luftsiege zu erzielen.

## Luftfahrt in der Zwischenkriegszeit
Die Politiker Australiens sahen in der Luftfahrt ein wichtiges Mittel zur Erschließung des Kontinents. Premier Billy Hughes und Verteidigungsminister George Pearce waren entschiedene Befürworter einer Förderung der Luftfahrt, und nach dem Ende des Weltkriegs kehrten hunderte von Piloten und Flugzeugmechanikern nach Australien zurück, die in AFC und RFC ausgebildet worden waren. Das war eine günstige Ausgangslage für eine forcierte Entwicklung der Luftfahrt, andererseits aber auch ein Risiko, wenn das vorhandene Potenzial der Veteranen nicht in kontrollierte Bahnen gelenkt würde.

### Ende des Pionierzeitalters

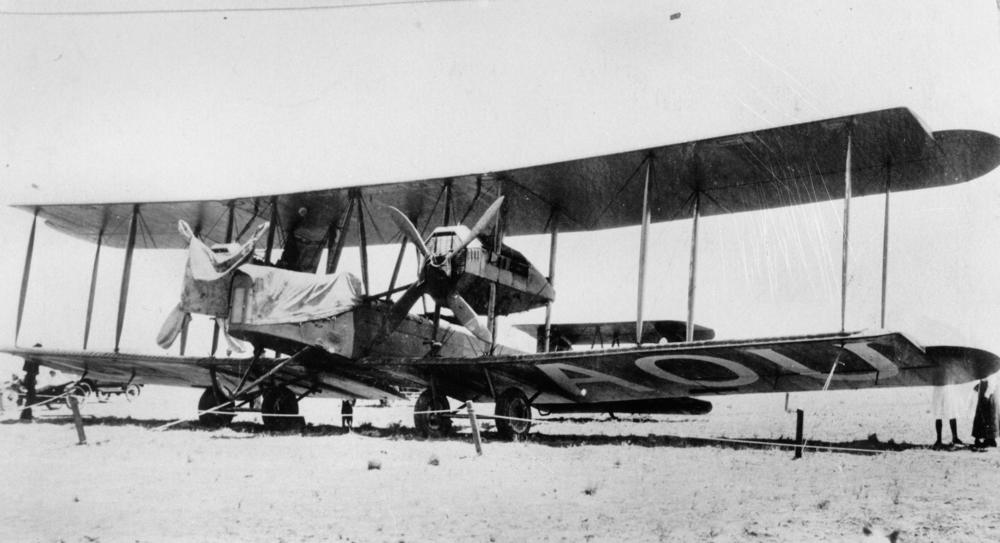
Vickers Vimy-Doppeldecker von Ross Smith und Keith Smith

Die bedeutendsten Pioniertaten der Australier waren vor allem Langstreckenflüge. Erfolgreiche australische Piloten nutzten ihre Heldentaten oft als Publicity, um Kapital sammeln und Luftlinien gründen zu können. Bereits im Juni 1919 bereitete der frühere Kampfpilot Nigel Borland Love einen Flugplatz in Mascot bei Sydney vor, welcher schon 1920 die Ausgangsbasis für Passagierflüge nach Melbourne darstellte. Andere Piloten verdingten sich als Dienstleister für Vergnügungsflüge und Flugshows, oder führten Flugwettbewerbe durch – die Zeit der „Barnstormer“ kehrte nochmals zurück, doch nun mit ausgereifterer Technik.
Keith und Ross Smith flogen 1919 erstmals ein Flugzeug in nur 28 Tagen von London nach Darwin, wofür sie ein Preisgeld von 10.000 Dollar und einen Adelstitel erhielten. Bert Hinkler stellte 1920 mit seinem London-Turin-Flug einen Non-Stopp-Weltrekord auf.
Mitte der 1920er ging die abenteuerliche Ära der „Barnstormers“ zu Ende und auch die Pionierflieger professionalisierten sich im Zuge der Institutionalisierung der Luftfahrt. Bert Hinkler flog 1928 den ersten Alleinflug von England nach Australien in 15 Tagen und 1931 (nach Lindbergh) die zweite Atlantik-Überquerung im Alleinflug. Charles Kingsford Smith und sein Kopilot Charles Ulm wiederum planten und flogen 1928 den ersten Trans-Pazifik-Flug von Oakland nach Brisbane sowie die erste Non-Stopp-Überquerung Australiens und 1930 einen Nordatlantik-Flug von Irland nach Neufundland. 1928 überquerte der australische Polarforscher Hubert Wilkins mit einem Flugzeug den Arktischen Ozean von Point Barrow in Alaska nach Spitzbergen. Die Langstreckenflüge, für die die Australier berühmt wurden, forderten auch Opfer: Hinkler, Ulm und Smith kamen 1933, 1934 und 1935 bei solchen Unternehmungen ums Leben.
Erste weibliche australische Pilotin war Millicent Bryant, die 1927 ihre Prüfung ablegte. In den 1930ern waren Frauen noch kaum unter den Piloten vertreten, setzten aber ebenfalls Meilensteine: Maude Bonney erwarb ihren Pilotenschein, weil ihr Ehemann ihr den Erwerb eines Führerscheins untersagt hatte. Sie überquerte 1931 als erste Pilotin Australien und flog 1934 die Route Australien-England, ferner war sie 1932 die erste Pilotin, die Australien mit dem Flugzeug umrundete und die 1937 solo nach Afrika flog. Freda Thompson wurde 1933 erste Fluglehrerin im Commonwealth und war 1934 die erste Solofliegerin von England nach Australien. Nancy Bird-Walton war 1934 als erste Pilotin auf einer Fluglinie im Commonwealth eingesetzt und gründete 1935 einen Flug-Ambulanzdienst, wobei sie auch als Hebamme tätig war. Bird-Walton wurde im Zweiten Weltkrieg Kommandantin des Fliegerinnenkorps und gründete 1950 die Gesellschaft australischer Pilotinnen.

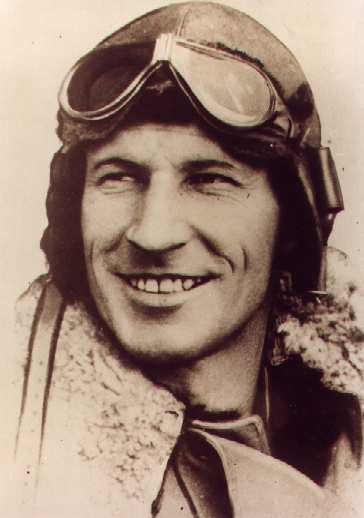
Charles Kingsford Smith
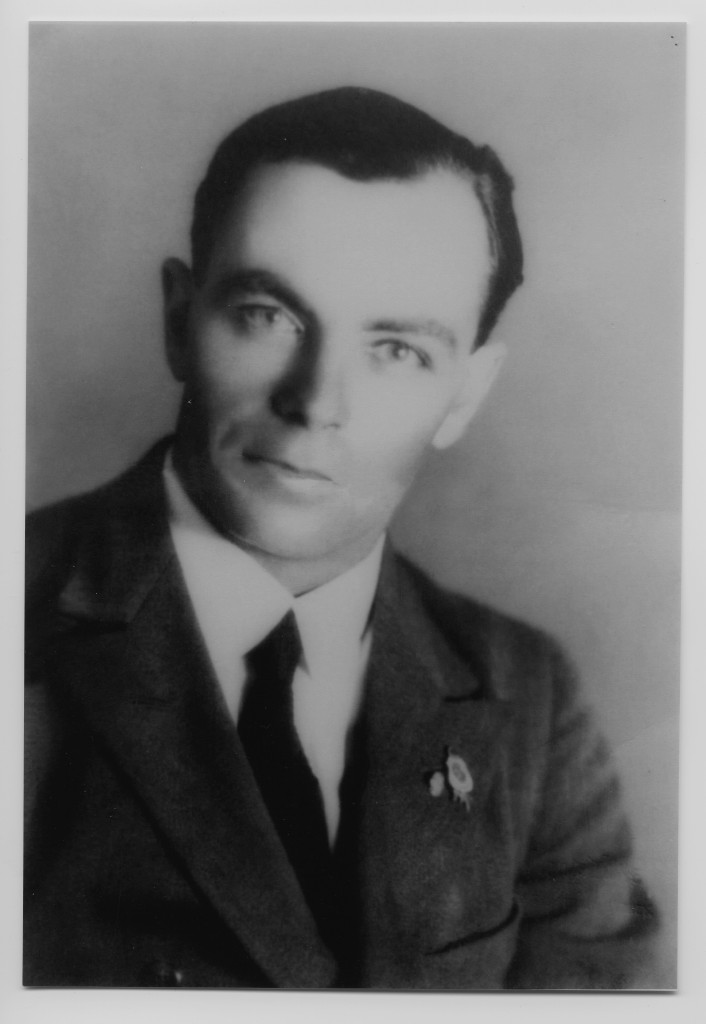
Bert Hinkler im Alter von 27 Jahren
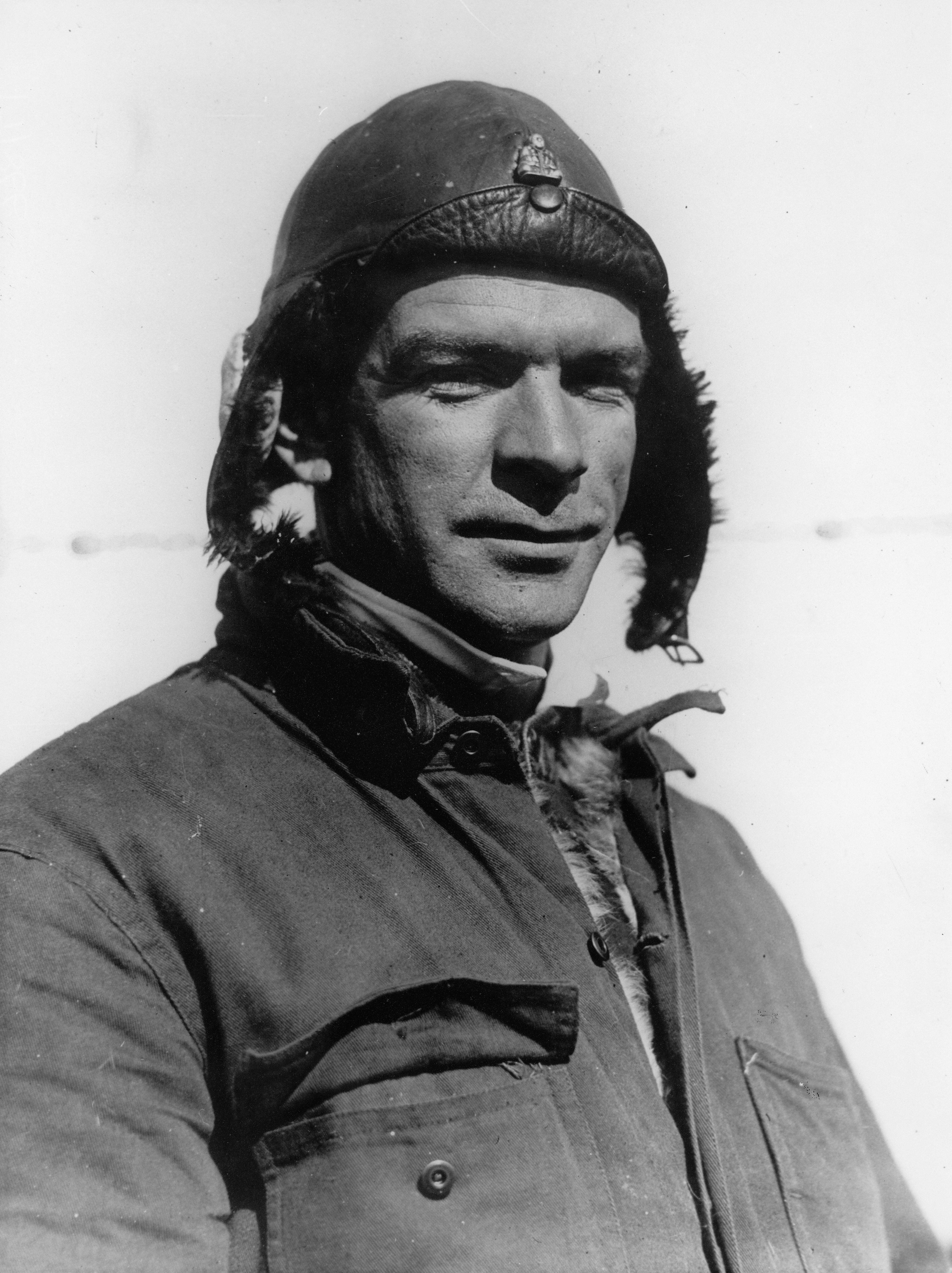
Charles Ulm (1928)
Ross Macpherson Smith (um 1919)
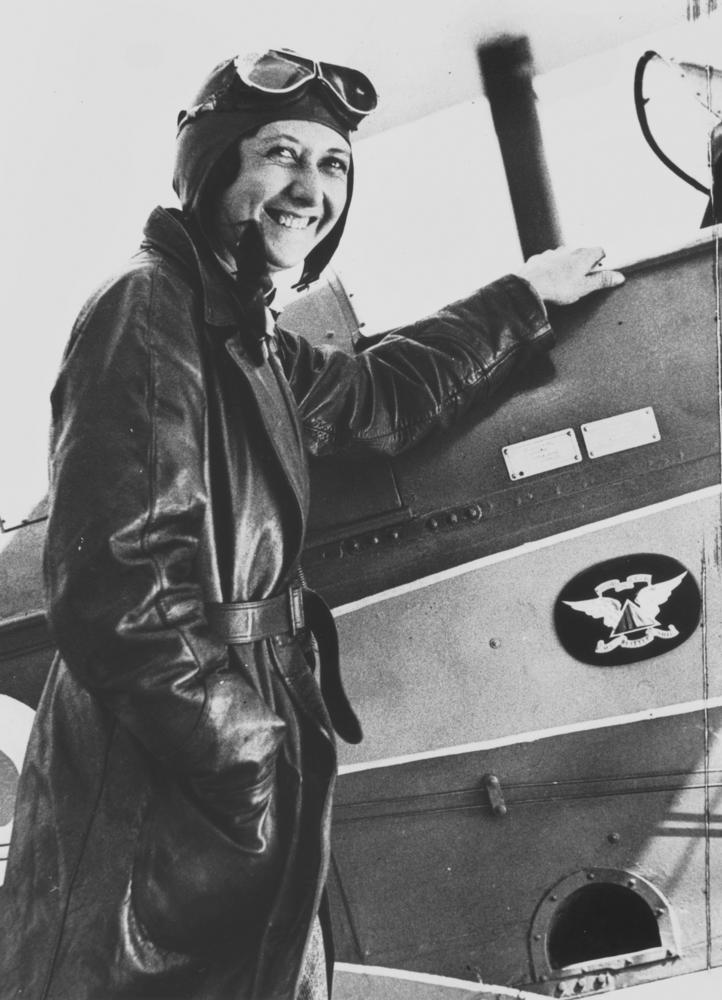
Maude Bonney (um 1933)
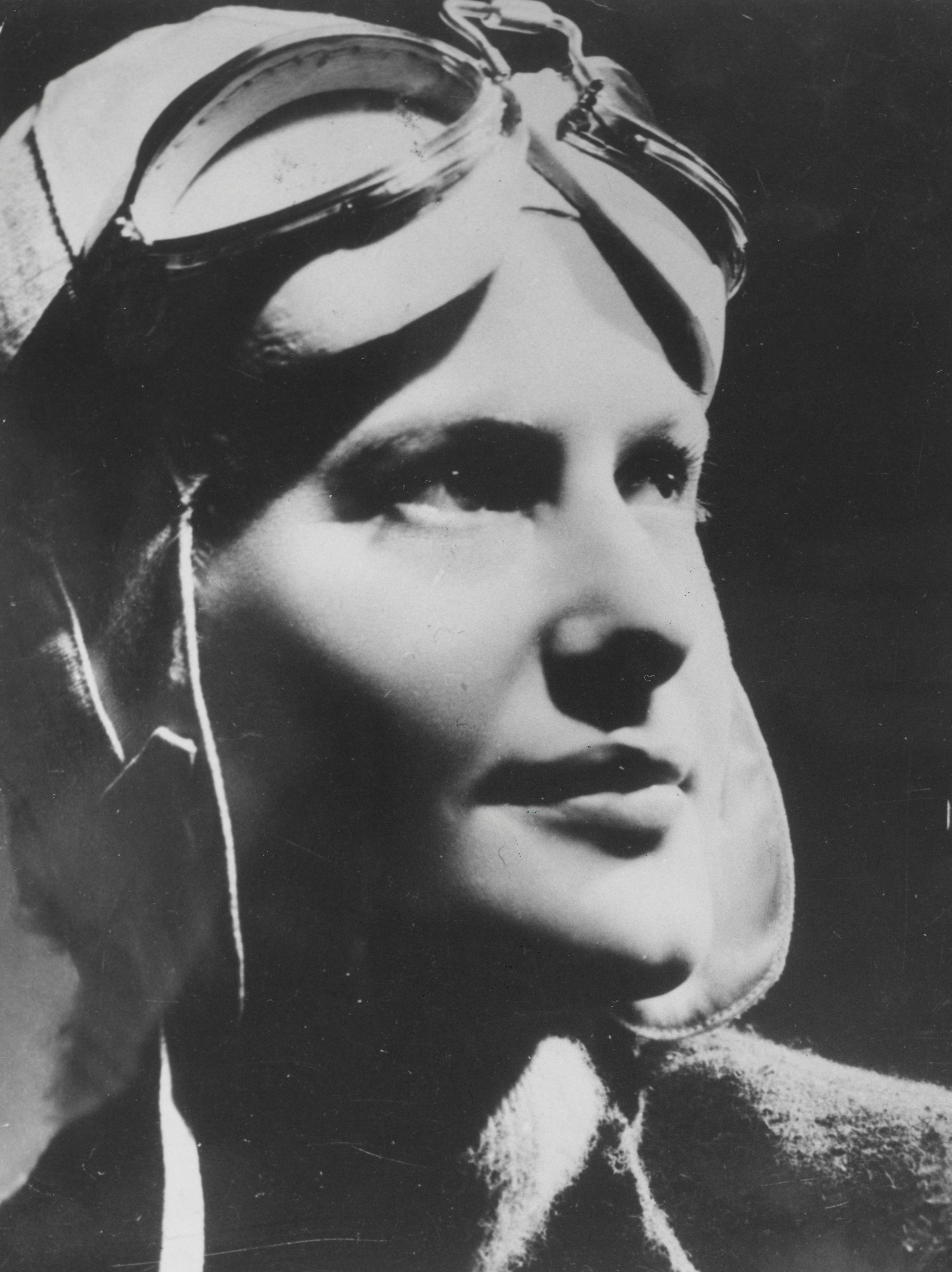
Nancy Bird-Walton (um 1939)

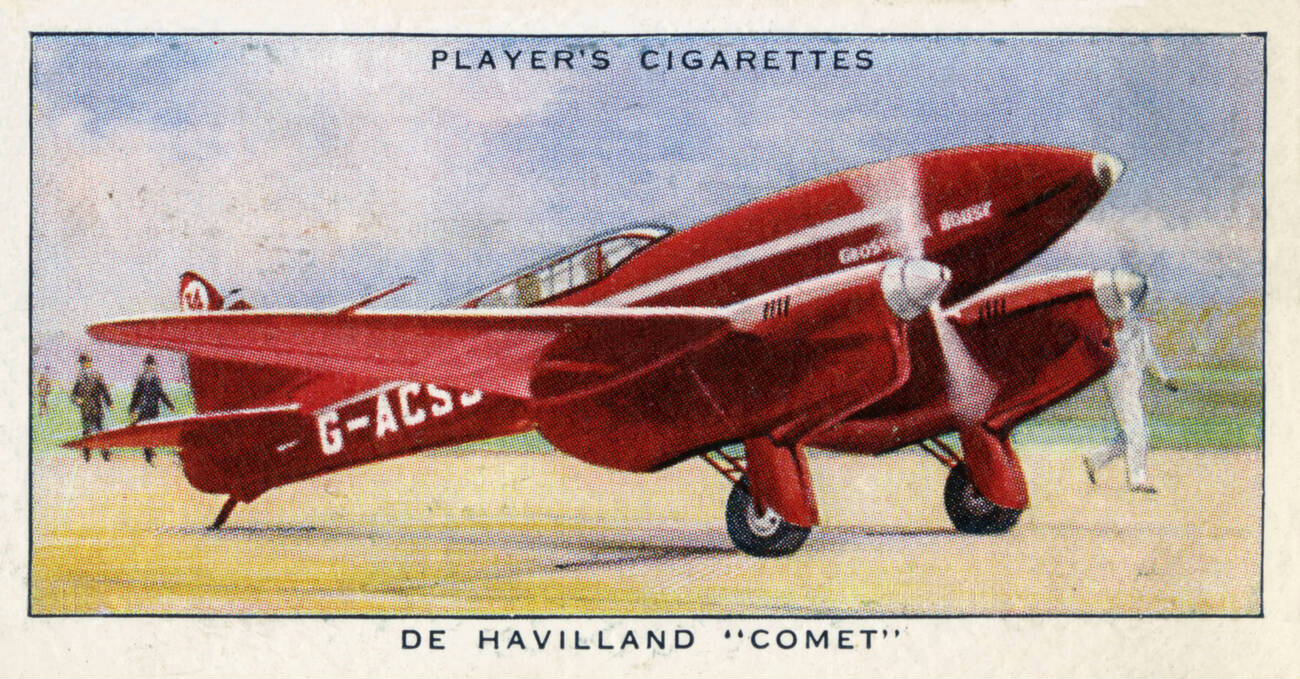
Die De Havilland DH.88 Comet „Grosvenor House“, Sieger des MacRobertson-Luftrennens

Als letztes großes Pionierunternehmen der australischen Luftfahrt wird das MacRobertson-Wettrennen von 1934 von London nach Melbourne betrachtet – von zwanzig Maschinen erreichten elf das Ziel, sieben Mannschaften gaben auf und zwei erlitten Totalschäden. Die Siegermannschaft hatte fünf Tage für die Strecke gebraucht.

### Luftschiffs-Routen
Das Imperial Airship Scheme war eine Initiative des britischen Empire, alle Überseegebiete über Zeppelinrouten zu verbinden. Das Projekt wurde von 1921 bis 1931 vorangetrieben, da es anfänglich so schien, als seien Starrluftschiffe den Flugzeugen an Reichweite und Betriebskosten überlegen. Das Netz wurde bis 1930 bis nach Indien (Karatschi) ausgebaut, bis 1935 sollte auch Australien angeschlossen werden. Das Großprojekt zog sich budget- und zeitmäßig in die Länge. 1927 wurden die Standorte für die Ankermasten bei Perth und Melbourne noch ausgekundschaftet. Der Unfall der R 101 setzte dem Projekt 1931 ein jähes Ende; Australien wurde nie durch Luftschiffe aus England angeflogen.

### Erste zivile Fluggesellschaften
Der Kampfpilot Norman Brearley gründete 1922 die Western Australian Airlines, die unter staatlicher Aufsicht im November 1922 die erste regelmäßige Luftlinie zwischen Geraldton und Derby im strukturschwachen Nordwesten Australiens aufbauen durfte. WAA wurde 1936 von Adelaide Airways aufgekauft. Ebenfalls aus dem Norden stammte die Luftlinie Q.A.N.T.A.S, welche ab 1922 die zweite regelmäßige Luftlinie in Australien betrieb, und zwar im Nordosten des Landes. 1920 gegründet, ist Qantas heute die drittälteste Fluggesellschaft der Welt. Q.A.N.T.A.S. spezialisierte sich auf Verbindungsrouten ins britische Empire und baute Ende der 1920er auch eigene Flugzeuge unter britischer Lizenz.
Umgekehrt wurden auch Fluggesellschaften von Flugzeugbauern gegründet. Prominentester Allrounder war Larkin mit der LASCO (Larkin Aircraft Supply Co.), der zugleich eine Fluggesellschaft und eine Flugschule betrieb, Flugzeugbauer und Verleger eines Flugmagazins war. Nigel Love, der früheste Flugplatzbetreiber, Flugzeugbauer und Flugdienstanbieter unter den zurückgekehrten Weltkriegs-Piloten, zog sich 1923 aus dem Fliegergeschäft zurück. In Südaustralien wurde 1922 Butler Air Transport bekannt, gegründet von dem früheren Kampfpiloten und Mechaniker Cecil Arthur Butler. Es folgte 1927 die MacRobertson-Miller Aviation, die ihren Schwerpunkt aber schon bald von Adelaide nach Perth verlegte.
Deutlich kurzlebiger war die Australian National Airways (ANA), gegründet mit fünf Maschinen im Januar 1930 durch den berühmten Charles Kingsford Smith und seinen Copiloten Charles Ulm, aufgegeben im November 1931 nach zwei Totalschäden. Eine unabhängige Gesellschaft mit demselben Namen (ANA) ging aus einer Fusion von Adelaides Airways und Holyman’s Airways hervor und existierte von 1936 bis 1957. Holyman war ein aggressiver Geschäftsmann, der auch Ansett (Ansett Australia) bedrängte, aber nicht aufkaufen konnte. Holymans ANA stieg zu einer beherrschenden Inlandsfluggesellschaft auf.
Eine weitere wichtige Fluggesellschaft war Guinea Airways, eine von Cecil John Levien gegründete Frachtgesellschaft, die mit deutschen Junkers-Flugzeugen in unzugänglichen Gebieten Neuguineas operierte, und die Ausbeutung dortiger Goldminen ermöglichte. Sie war für kurze Zeit eine der profitabelsten Luftlinien der Welt und konnte so nach Australien expandieren.
Insgesamt existierten vor dem Zweiten Weltkrieg 39 Airlines.
Ein anderes Kapitel der zivilen Luftfahrtgeschichte ist der 1928 gestartete Australian Aerial Medical Service, ab 1942 bekannt als Flying Doctors (R.F.D.S). Der von John Flynn gegründete Ärztedienst ermöglichte es durch den Einsatz von Funk und Flugzeug, auch den spärlich besiedelten ländlichen Gebieten in Zentralaustralien medizinische Versorgung zu liefern.

### Zivilluftfahrt und der Staat
Am 13. Oktober 1919 wurde in Paris eine Internationale Vereinbarung zur Luftverkehrs-Regulierung unterzeichnet, woraus die ICAN entstand. Dieser unterwarf sich auch Australien, wo ein Luftverkehrskomitee bereits am 25. Februar 1919 getagt hatte. Im Mai 1920 wurde beschlossen, dass die Kontrolle über den Luftraum beim Australischen Bund liegen solle. Das erste, noch recht einfach gebaute Luftverkehrsgesetz (Air Navigation Act) wurde am 2. Dezember 1920 verabschiedet, trat am 28. März 1921 in Kraft, und wurde nach einer Übergangsfrist von drei Monaten erstmals angewendet.
Als erster Aufsichtsbeamter für Zivile Luftfahrt (Controller of Civil Aviation) wurde am 16. Dezember 1920 Colonel Horace Brinsmead ernannt. 1921 baute er einen zunächst acht Personen umfassenden Stab auf, den er in drei Abteilungen gliederte. Die landesweite Planung und der Bau von Flughäfen und Landepisten wurde von Flugplatz-Aufseher Edgar Johnston übernommen. Naturgemäß wuchs seine Abteilung am schnellsten, da noch bis 1921 Flugplätze in allen größeren Städten Australiens errichtet werden sollten, und Notfallpisten überall im Land ausgebaut werden mussten. E. J. Jones als Aufseher der Luftüberwachung war unter anderem für die Vergabe von Pilotenlizenzen zuständig – bis 1922 hatte dies der Australian Aero Club getan, und zahlreiche Lizenzen wurden wieder zurückgenommen. F. W. Follett wurde Aufseher für Flugzeuge und deren Sicherheit und vergab jährlich zu erneuernde Plaketten für Flugzeuge.
Mitte der 1920er war die Sicherheit durch die genannten Maßnahmen der Luftaufsicht dauerhaft erhöht worden. Piloten waren nun für Luftpost, Luftfracht und (zunächst seltene) Passagierflüge ausgebildet, und Flugzeuge wurden auf ihre Flugtauglichkeit geprüft. Geschlossene Kabinen waren nun die Regel, und das britische Commonwealth erwog die Einrichtung einer ständigen Luftpostverbindung zwischen England und Australien. Auf dem Weg zu den Verhandlungen nach London 1931 stürzte Controller Horace Brinsmead zweimal ab und konnte seinen Dienst nie wieder aufnehmen – dieser Zwischenfall bewies, dass die Sicherheit immer noch nicht garantiert war. Als Brinsmeads Stellvertreter übernahm Edgar Johnston zunächst provisorisch und ab Mai 1934 offiziell das Amt des Controllers. Ab 1936 wurde die bisherige Zivile Luftaufsicht in das Zivile Luftfahrtsgremium (Civil Aviation Board) umgewandelt, blieb aber nach wie vor dem Verteidigungsministerium unterstellt.
Im Januar 1934 wurde die Luftpost-Route England-Australien schließlich eröffnet: Q.A.N.T.A.S. flog die Post nach Indien, wo sie von Imperial Airways aus Großbritannien übernommen wurde. 1938 wurde dann die Commonwealth-Bestimmung gelockert, die den Luftverkehr nur dort förderte, wo keine Bahnlinien verkehrten. Dies bedeutete das Ende für den Internationalen Flughafen von Cootamundra – die Flüge von England durften nun direkt nach Melbourne und Sydney geleitet werden. Bereits 1937 war eine weitere wichtige Entscheidung für die Flugbranche getroffen worden: In Australien war die Einfuhr von Flugzeugen auf Maschinen aus dem Commonwealth (d. h. britische) beschränkt. Die einzige Alternative dazu waren inländische Hersteller, zu denen die Hersteller Larkin (1925–1933) und Butler (1930) zählten. Auf Johnstons Betreiben wurde diese Beschränkung 1937 gelockert. Dies ermöglichte die Einfuhr von moderneren Douglas-Maschinen (DC-2 und DC-3) aus den USA, und bis auf Britisch-Imperiale Fluggesellschaften stellten viele Betreiber ihre Flotten um.
Am 25. Oktober 1938 ereignete sich ein tragischer Flugunfall: Eine DC-2 der ANA geriet auf dem Flug von Adelaide nach Melbourne in dichten Nebel und stürzte in die Bergflanke des Mount Dandenong. Unter den 18 Insassen waren Industriegrößen aus Südwest-Australien und ein Senator. Der sogenannte Kyeema-Crash sorgte für eine Verschärfung der Sicherheitsbestimmungen, insbesondere die Einführung von Wetterwarnungen. Das bislang bestehende Luftfahrtsgremium unter Edgar Johnston geriet in heftige Kritik. 1939 wurde das Gremium aufgelöst und durch eine Luftfahrtsbehörde (Commonwealth Department of Aviation) ersetzt. Den Vorsitz der Behörde übernahm Arthur Brownlow Corbett, der sich bereits als Reorganisator im Postwesen einen Namen gemacht hatte. Er teilte die Behörde in sieben Abteilungen. Einer seiner Stellvertreter wurde Johnston, der die Abteilung für Luftfracht zugewiesen bekam. Die Behörde unterstand ferner nicht länger dem Verteidigungsminister, sondern hatte ein eigenes Regierungsressort erhalten. Der erste Minister for Air and Civil Aviation (Minister für Luftwaffe und Zivile Luftfahrt) war James Fairbairn, der bereits 1940 gemeinsam mit zwei weiteren Kabinettsmitgliedern beim Flugunfall von Canberra ums Leben kam. Seine Nachfolger waren Arthur Fadden, John McEwen und von 1941 bis 1949 Arthur Drakeford. Die beiden Ministerien für Zivilluftfahrt und Luftwaffe wurden erst ab 1951 von unterschiedlichen Personen geführt.

### Militärische Luftfahrt in der Zwischenkriegszeit
Das Australian Flying Corps AFC bestand bis 1919 und wurde gemeinsam mit der Australian Imperial Force aufgelöst. 1920 wurde das Australian Air Corps (AAC) gegründet. Diese Fliegertruppe sollte keine eigene Teilstreitkräfte bilden, sondern dem Heer zugeschlagen werden. Der Grund dafür waren Zweifel an der Effektivität der Luftkriegsführung, wenn sie nicht direkt mit Landstreitkräften operiert; auch Kompetenzverlust der entsprechenden Militärs wurden befürchtet. Dagegen setzt sich Stabsoffizier Richard Williams durch: Er forderte die Aufstellung einer neuen Teilstreitkraft neben Heer und Marine. Premier Hughes unterstützte diese Eingaben und im März 1921 wurde die Australian Air Force (AAF) gegründet. Nach der Einwilligung des britischen Königs wurde sie im August in Royal Australian Air Force, RAAF (etwa: Königliche Australische Luftwaffe) umbenannt.
Richard Williams prägte die RAAF siebzehn Jahre und drei Amtszeiten lang als Chef der Luftwaffe, wenn auch zunächst nicht im Generalsrang wie die Kollegen bei Navy und Army. Er reiste regelmäßig für Fortbildungen nach England, um neuere Techniken in Australien umzusetzen. Nach einer Serie von Unglücken wurde er 1937 als Kontaktmann nach Großbritannien versetzt, sein bisheriger Stellvertreter und interner Rivale Stanley Goble wurde neuer Luftwaffenchef und blieb dies bis 1940.
Eine erwähnenswerte Person in der militärischen Entwicklung der Briten und somit auch der RAAF war Sidney Cotton, der die Photogrammetrie wesentlich verbesserte. In Spionageflügen über dem Deutschen Reich lieferte er hervorragende Luftbilder und entwickelte seine Technik auch während des Zweiten Weltkriegs weiter.

## Zweiter Weltkrieg
In den Zweiten Weltkrieg trat Australien gemeinsam mit dem restlichen Commonwealth ein und erklärte Deutschland am 3. September 1939 den Krieg. Freiwilligenverbände wurden ins Mittelmeer und in den Nahen Osten verlegt, etwa 9 % der RAF waren australische Verbände. Nicht völlig überraschend griff Japan 1941 die Alliierten in Südostasien an, und das australische Militär konzentrierte sich nun vor allem auf den Pazifikkrieg und kooperierte erstmals stärker mit den USA als mit dem Commonwealth. Bei den ersten Einsätzen war die RAAF weit unterlegen.
1940 trat Stanley Goble als Luftwaffenchef zurück, da seine Vorschläge zur Bildung von Expeditions-Fliegern zugunsten des Trainingsplans im Commonwealth zurückgestellt wurden. Sein Nachfolger wurde der US-Brite Charles Burnett. Nach der Regierungskrise 1941, bei der die Regierung Menzies stürzte und John Curtin Premier wurde, wurde Arthur Drakeford zum Minister für Luftkrieg (Minister of Air) und zum Minister für Zivile Luftfahrt (Minister of Civil Aviation) ernannt. Der wirtschaftlich denkende Drakeford verließ sich auf die Ratschläge militärischer Experten, stellte aber die Weichen in der unmittelbaren Nachkriegszeit bis 1949. Drakeford und Burnett gerieten häufig aneinander. Als Burnett einschneidende Personaländerungen in der RAAF-Organisation verlangte, wurde er im Mai 1942 durch George Jones ersetzt. Jones blieb trotz interner Konflikte in der RAAF bis 1952 in dieser Position.

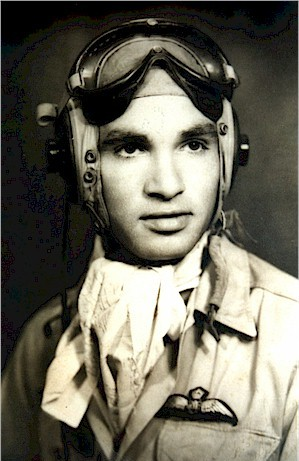
Len Waters (1924–1993) war der einzige Aborigine, der im Zweiten Weltkrieg ab November 1944 als Kampfpilot eingesetzt wurde.

Da ein Mangel an Piloten und Bodenpersonal bestand, wurde 1941 zudem nach 14-monatiger Vorlaufzeit die Women's Auxiliary Australian Air Force (WAAAF) gegründet, die bis 1947 bestand und im Jahr 1944 18 000 Frauen unter Kommando von Clare Stevenson umfasste. Während britische Pilotinnen der WAAF neu hergestellte militärische Flugmaschinen zum weiteren Einsatz von den Fabriken zur RAF flogen, kamen australische Pilotinnen trotz Training bei der RAAF im Zweiten Weltkrieg nicht zum Flugeinsatz. Erklärt wurde dies damit, dass man in Australien genügend männliche Piloten und zunächst auch keine Hersteller von militärischen Flugzeugen in Australien habe. Die RAAF setzte die WAAAF vornehmlich als Bodenpersonal ein; etwa beim Packen von Fallschirmen, als Fahrerinnen, Wartung und Radarpersonal.
Die verlorene Schlacht um Singapur im Februar 1942 hatte folgenschwere Auswirkungen für Australien: Qantas musste seine Luftverkehrsverbindung nach Großbritannien einstellen, die Hälfte der Maschinen wurde zerstört. Auch Guinea Airways verlor zahlreiche Maschinen und musste sich komplett aus dem bisherigen Stammland Neuguinea zurückziehen, wo die Linie auch nach dem Zweiten Weltkrieg nie mehr Fuß fassen konnte. Ansett Australia verlor fast sämtliche Flugrouten, da sie hauptsächlich international operierte – dafür gelang es Ansett, sich Frachtverträge zu sichern. Der schärfste Konkurrent Holyman dominierte unterdessen mit der ANA den inländischen Luftverkehr. Australien drohte vom Mutterland abgeschnitten zu werden.
Ebenfalls im Februar 1942 wurde Darwin, ein wichtiger Flottenstützpunkt der Alliierten, von den Japanern bombardiert. Bis November 1943 wurde Darwin von 64 Fliegerattacken getroffen, 33 weitere galten der australischen Nordküste – Darwin war heftigerem Beschuss ausgesetzt als Pearl Harbor. Die nun unmittelbare Bedrohung führte zu einer stärkeren Motivation der Australier. Viele zivile Flugzeuge wurden jetzt für militärische Versorgungs- und Frachtflüge eingesetzt. Bereits seit 1940 war massiv in den Ausbau von Flugschulen, Basen und Luftstreitkräfte investiert worden. Die Notlage war ferner ein Stimulus für die Flugzeughersteller, die bislang in der Produktion ziviler Maschinen nicht besonders erfolgreich gewesen waren. Die britische Firma De Havilland hatte bereits 1930 erste Werke in Sydney aufgebaut und intensivierte die Produktion militärischer Maschinen seit 1938. De Havilland produzierte in Australien unter anderem Tiger-Moth-Schulflugzeuge, De-Havilland-DH.84-Dragon-Transporter, Mosquito-Jagdbomber und Vampire-Jets. Bereits 1935 von dem Unternehmer Essington Lewis (Broken Hill Proprietary) gegründet, produzierte die Commonwealth Aircraft Corporation (CAC) ausschließlich Militärflugzeuge (CAC Wirraway, CAC Boomerang, CAC Woomera). Schließlich gab es noch die DAP (Department for Aircraft Production, etwa: Abteilung für Flugzeugbau), ein Konsortium unter Aufsicht der Regierung, welches lizenzierte britische Modelle nachbaute.
Der Wendepunkt des Pazifikkriegs kam 1943, als die Streitkräfte der USA, Australien und Neuseelands die japanische Strategie erfolgreich kopiert hatten. Wichtige Einsätze der RAAF waren in der Schlacht um die Milne-Bucht, in der Schlacht in der Bismarcksee sowie in der Befreiung der Salomonen, Neuguinea, Borneo und den Philippinen. Ein Einsatz bei der Operation Downfall war ebenfalls geplant.

## Nachkriegszeit

### RAAF in der Nachkriegszeit
Während des Zweiten Weltkriegs wurden 37.000 Mann Fliegertruppen ausgebildet. Die RAAF umfasste gegen Ende des Zweiten Weltkriegs 174.000 Mann (der Großteil Bodenmannschaften) und verfügte über insgesamt 5.600 Flugzeuge. Bereits im Oktober 1946 war die RAAF bereits wieder auf insgesamt 13.000 Mann geschrumpft. Die RAAF beteiligte sich nach dem Zweiten Weltkrieg noch an zahlreichen Einsätzen: Berlin-Blockade (1948/49), Koreakrieg (1950–1951), Malaya-Krise (ANZAM; 1955–1960), Vietnamkrieg (1964–1971, 1975), Osttimor-Krise (1999), Irakkrieg (2003–2009), Afghanistankrieg (2007–2021).

### Flugzeugindustrie in der Nachkriegszeit
Nach dem rasanten Aufstieg in den 30er und 40er Jahren stagnierte die australische Flugzeugindustrie und musste sich auf Nischenprodukte und Zulieferung spezialisieren. Die staatseigene DAP wurde nach Kriegsende in GAF (Government Aircraft Factories, etwa: Regierungs-Flugzeug-Fabriken) umbenannt, 1987 privatisiert und später wie auch die CAC von Boeing aufgekauft.
Drei kleinere Flugzeughersteller in den 60er bis 80er Jahren waren Victa, Transavia und Yeoman, die sich auf Klein- und Agrarflugzeuge spezialisierten.

### Zwei-Fluggesellschaften-Strategie
Nach dem Zweiten Weltkrieg gelang ein schneller Umstieg von Kriegspiloten und -maschinen zurück zur zivilen Luftfahrt. Die Labor-Regierung etablierte die Two-Airlines Policy (Strategie der zwei Fluggesellschaften). Inlandsflüge wurden nunmehr von einer privaten (Australian National Airlines, ANA, später Ansett Australia) und einer staatlichen Fluggesellschaft (Trans Australia Airlines, TAA) dominiert, kleinere Wettbewerber wurden toleriert. Es wurden gleiche Modelle verwendet und gleiche Preise erhoben. Flugpläne wurden insoweit abgeglichen, dass zwei Flüge derselben Strecke fast parallel starteten und landeten. Der führende private Anbieter wurde durch die staatliche Aufsicht bevorzugt, während kleinere Anbieter von der Flugregulation bestenfalls Lokalrouten mit vielen Zwischenlandungen zugewiesen bekamen. Diese Ordnung blieb bis in die 1980er bestehen.
Die staatseigene TAA wurde 1946 neu gegründet und wurde marktwirtschaftlich und weitgehend regierungsunabhängig geführt. Die TAA drängte zunächst in die Hauptrouten und bot ab 1949 auch Flüge an der strukturschwachen Nordküste und ab 1960 sogar nach Neuguinea an. Da sie durch die Regierung gedeckt wurde, konnte die TAA in den 1950ern schneller modernisieren als die privaten Anbieter. Sie setzte erstmals zweistrahlige Flugzeuge und Flugzeuge mit Druckkabinen ein. Ende der 1950er Jahre waren Düsenflugzeuge die Regel, Jumbojets kamen 1970 auf. Die ANA war in den 1950er Jahren durch zahlreiche Übernahmen finanziell geschwächt, und das Modernisierungstempo seitens der Regierung wurde gedrosselt.
Die Ansett Australia, die vor dem Zweiten Weltkrieg hauptsächlich internationale Flüge durchgeführt hatte, war nun im Inland stark benachteiligt. Ansett stellte sein Unternehmen daraufhin breiter auf und investierte in Schiffe, Hotels und Tourismus. Nach dem Tod Holymans gab es Bestrebungen der Aktionäre, auch die ANA an den Staat zu verkaufen. Reginald Ansett konnte aber ein eigenes Angebot machen, und so schluckte Ansett Australia 1957 die größere ANA und wurde damit zur dominierenden privaten Fluggesellschaft im Inlandgeschäft. Auch Ansett blieb finanziell angeschlagen, und die TAA musste 1959 bereits georderte moderne Caravelle-Flugzeuge zugunsten älterer Lockheed-Modelle abbestellen, um den staatlichen Richtlinien des Kartells zu genügen.
Internationale Flüge wurden nur von Qantas Imperial Airways angeboten, die 1947 zum Marktpreis von der Regierung aufgekauft und so verstaatlicht wurde. Während es bis dato nur nach England regelmäßige Flüge mit Zwischenstopps in Indien gegeben hatte, wurde direkt nach der Verstaatlichung eine Fluglinie nach Tokyo, zur Versorgung der australischen Besatzungstruppe in Japan, aufgebaut. Das Qantas-Management begann sich so langsam vom britischen Commonwealth zu lösen und widerstand jetzt auch dem Druck, nur britische Flugzeuge einzusetzen. 1952 wurden Routen über den Indischen Ozean, vor allem nach Südafrika eingerichtet. 1953 stieg Qantas ins Pazifikgeschäft ein, was bis dahin von US-Firmen dominiert wurde. Ab 1958 bot Qantas weltweit Flüge an, auch Transatlantikflüge. Damit war Qantas unter den ersten weltweit operierenden Flugreisen-Anbietern.
Die Two-Airlines-Policy ging auf die Initiative von Luftfahrtsminister Arthur Drakeford und von Daniel McVey, dem Generaldirektor der Flugverkehrsbehörde zurück. Fysh unterstützte die Regierungspläne, obwohl sie auf seine Entmachtung als Qantas-Chef hinausliefen. Ivan Holyman als Chef der ANA und Nutznießer der Lage zeigte sich ebenfalls sehr kooperativ. Reginald Ansett, der sich zunächst stets darüber beklagt hatte, zeigt sich nach der Übernahme von ANA ebenfalls sehr zufrieden mit der Situation. Seitens des Auslands wurde die Zwei-Fluggesellschaften-Politik als stabil und zuverlässig bewundert. Die rechtlichen Grundlagen des Kartells wurden immer wieder modernisiert, so wurde 1978 und 1981 die Gesetzeslage dahingehend geändert, dass die kleinen Wettbewerber nicht mehr durch die restriktive Lizenzvergabe für Fluggesellschaften und Luftbewegungen sowie durch Flugzeug-Importbeschränkungen benachteiligt wurden, sondern durch die Zuweisung an Flughafenplätzen. Dies markierte auch den Beginn eines stärkeren Wettbewerbs zwischen Ansett und TAA, die nun durch unterschiedliche Flugzeugmodelle und Flugzeiten konkurrieren durften. Ende der 80er Jahre wurde allerdings der Pseudo-Wettbewerb immer stärker kritisiert.

### Regionale Luftfahrt in der Nachkriegszeit
Regionale Fluggesellschaften und Frachtflieger waren von der Zweifluglinen-Strategie nur insofern betroffen, dass ihre Möglichkeiten zur Expansion stark beschränkt wurden. Zahlreiche regionale Fluggesellschaften wurden durch aufgrund der Neuregulierung des Marktes in den achtziger Jahren Tochterfirmen oder Subunternehmer von Ansett. Dazu zählen Kendell Airlines, Hazelton Airlines, SkyWest Airlines, Aeropelican Airways, Impulse Airlines, Sunstate Airways und Southern Australian Airlines. Andere regionale Airlines wie Eastern Australian Airlines und Air Queensland wurden von Australian Airlines (vormals TAA) geschluckt.
Der Flying Doctors Service war 1942 aus dem Aerial Medical Service entstanden, den Namenszusatz Royal erhielt der Dienst 1955. Zunächst blieben der RFDS auf Charterflugzeuge angewiesen. Dienstleister waren unter anderem Qantas (nach dessen Verstaatlichung auch die TAA) und Connellan Airways. Connellan Airways verkaufte 1965 zwei Flugzeuge an den RFDS und stellte bis 1973 deren Piloten.
Während der siebziger Jahre war Connellan (umbenannt in Connair) immer größerem finanziellen Druck ausgesetzt. Am 5. Januar 1977 stahl der ehemalige Connair-Pilot Colin Forman ein Connair-Flugzeug und steuerte es in das Connair-Gebäude von Alice Springs, wobei er vier Menschen mit in den Tod riss, darunter den Sohn des Firmengründers. Dies ist die einzige bekannte Suizid-Attacke mit einem Flugzeug in Australien und wurde als Connellan Air Disaster bekannt. Connair ging 1980 insolvent.

### Deregulierung
Bereits 1990 plante die Regierung bereits die langfristige Privatisierung von Qantas, TAA (seit 1986 in Australian Airlines umbenannt) und der Flughäfen. Die dauerhafte Etablierung der Konkurrenzmarke Compass Airlines wurde noch einmal durch die Regulierung verhindert, die Compass die ungünstigsten Flughafenstandorte zuwies. Im September 1992 wurde aber Australian Airlines an Qantas verkauft, und Qantas im März 1993 privatisiert. 1996 wurden die letzten Staatsanteile an Qantas verkauft.
Die Abkehr von der Zwei-Fluggesellschaften-Politik ab 1992 und die Deregulierung führte zu zahlreichen Neugründungen von überregionalen, privaten Passagierfluggesellschaften, wie es außerhalb von Australien schon lange üblich war. Die Ansett-Gruppe überstand die Marktöffnung mit einigen Schwierigkeiten. Ansett fusionierte im Jahr 2000 mit Air New Zealand und gewann im Frühjahr 2001 eine Übernahmeschlacht um Hazelton Airlines gegen Qantas. Dadurch erheblich geschwächt, ging Ansett kurz nach dem 11. September 2001 abrupt insolvent, was auf den Flughäfen für großes Chaos sorgte. Ansett-Flüge konnten nur notdürftig von anderen Linien abgedeckt werden. Ein Großteil der Tochterfirmen und Subunternehmer überstand das Jahr 2001 nicht.
Davon profitierte besonders die 2000 gegründete Fluggesellschaft Virgin Blue, die als erste große Fluggesellschaft landesweite Verbindungen anbot und nach Qantas 2011 die zweitgrößte Fluggesellschaft Australiens war. 2011 wurde Virgin Blue in Virgin Australia umbenannt. Die Insolvenz von Ansett ermöglichte 2002 auch ihren gut aufgestellten Tochterfirmen Kendell Airlines und Hazelton Airlines einen Zusammenschluss unter dem Namen Regional Express Airlines (rex), welcher 2011 der größte Regionalflieger Australiens war. Die Konkurrenz durch Virgin Blue und rex führte bei Qantas zur Gründung einer eigenen Billigfluggesellschaft, Jetstar Airways und der Marke QantasLink, die mehrere Regionalairlines zusammenfasst.

## Museen
Die Luftfahrt ist ein wesentlicher Teil der australischen Kultur und Geschichte. Viele Australier sind stolz auf die Leistungen, die vor allem in der Pionierzeit in ihrem Land vollbracht wurden. Entsprechend gibt es zahlreiche Museen, Organisation und Vereine, die sich dem Thema oder auch nur einzelnen Aspekten widmen. Allgemeine Museen mit Abteilungen für Luftfahrt sind in der folgenden Liste nicht aufgeführt.
Ohne Spezialisierung:
- Australisches Luftfahrtmuseum in Sydney-Bankstown, New South Wales (Link)
- Australisches Nationales Luftfahrtmuseum in Melbourne-Moorabbin, Victoria (Link)
- Zivilluftfahrts-Museum in Melbourne-Essendon, Victoria (Link)
- Lincoln Nitschke-Luftfahrtmuseum in Greenock, South Australia (Link)

Spezialisiert auf Oldtimer:
- Historisches Museum der Flugzeugrestaurationsgesellschaft in Albion Park, New South Wales (Link)
- Australisches Gleitermuseum in Melbourne-Mount Waverly, Victoria (Link)

Dem Militär oder der RAAF gewidmet:
- RAAF-Museum von Point Cook bei Melbourne, Victoria (Link)
- Temora-Flugmuseum in Temora, New South Wales (Link)
- Marineflugmuseum in Nowra, New South Wales (Link)
- Ballarat-Luftfahrtmuseum in Ballarat, Victoria (Link)
- Camden-Luftfahrtmuseum in Narellan, New South Wales (Link)
- Kampfjet-Museum in Adelaide, Southern Australia(Link)
- Flugerbe-Museum der RAAF in Bull Creek, Western Australia (Link)
- Kampfjet-Museum in Melbourne-Williamstown, Victoria (Link)
- Tocumwal-Flughafenmuseum in Tocumwal, New South Wales (Link)
- Luftfahrtmuseum der RAAF in Wagga Wagga, New South Wales (Link)
- Luftfahrtmuseum der RAAF in Townsville, Queensland (Link)
- Museum der Australischen Militärluftfahrt in Oakey, Queensland (Link)
- Caboolture-Kriegsflugzeug-Museum in Caboolture, Queensland (Link)
- Lake Boga Flugbootmuseum in Lake Boga, Victoria (Link)

Einer einzelnen Fluggesellschaft oder Person gewidmet:

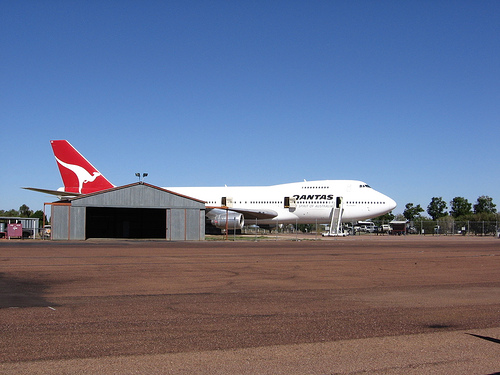
Historischer Hangar und Boeing 747 City of Bunbury im Qantas Founders Museum

- Qantas-Gründungsmuseum in Longreach, Queensland (Link)
- Ansett-Museum in Hamilton, Victoria (Link)
- TAA-Museum in Melbourne, Victoria (Link)
- Hinkler-Luftfahrtmuseum in Bundaberg, Queensland (Link)

Einem einzelnen Bundesstaat gewidmet:
- Queensland-Luftfahrtmuseum in Caloundra, Queensland (Link)
- Zentrum für das australische Flugerbe in Darwin-Winnellie, Northern Territory (Link)
- Zentralaustralisches Luftfahrtmuseum in Alice Springs, Northern Territory (Link)
- Südaustralisches Luftfahrtmuseum in Adelaide, Southern Australia (Link)